# مارینا لاندا
مارینا آناتولیونا لاندا (روسی: Марина Анатольевна Ланда؛ زادهٔ ۱۹۶۰ میلادی) موسیقی‌دان، آهنگساز و مجری تلویزیون روسیه است.
از فیلم‌ها یا مجموعه‌های تلویزیونی که وی در آن‌ها نقش داشته‌است، می‌توان به تپلی‌های پردردسر اشاره نمود.